# Домналл мак Келлайг
Домналл мак Келлайг (др.‑ирл. Domnall mac Cellaig; умер в 728) — король Коннахта (723—728) из рода Уи Бриуйн.

## Биография
Домналл был одним из сыновей правителя Коннахта Келлаха мак Рогаллайга, умершего в 705 году. Согласно средневековым генеалогиям, он принадлежал к Уи Бриуйн Ай, одной из ветвей рода Уи Бриуйн. Септ, выходцем из которого был Домналл, назывался в честь его отца Сил Келлайг. Земли Уи Бриуйн находились на равнине Маг Ай, располагаясь вокруг древне-ирландского комплекса Круахан.
Домналл мак Келлайг получил власть над Коннахтом в 723 году, после смерти своего родича Индрехтаха мак Муйредайга. Хотя он не упоминается среди правителей Коннахта в списках, сохранившихся в «Лейнстерской книге» и трактате «Laud Synchronisms», однако о его королевском статусе сообщается в ирландских анналах.
О правлении Домналла мак Келлайга почти ничего не известно. Он скончался в 728 году. Его преемником на коннахтском престоле был Катал, брат короля Индрехтаха мак Муйредайга. Сын Домналла, Флатри, также был правителем Коннахта.